# Споменик Милораду Павићу у Београду
Споменик Милораду Павићу је споменик у Београду. Налази се у парку Ташмајдан у општини Палилула.

## Опште карактеристике
Споменик је свечано откривен у реконструисаном парку Ташмајдан, 8. јуна 2011. године од стране тадашњих председника Србије Бориса Тадића и председника Азербејџана, Илхама Алијева. Споменик је висине три метра, изграђен је у седмострукој оплати од бронзе, а рад је вајара Натигу Алијева, професора из Бакуа и члана Руске академије уметности.
Милорад Павић (Београд, 15. октобар 1929 — Београд, 30. новембар 2009) је био српски прозни писац, историчар српске књижевности 17—19. века, стручњак за барок и симболизам, преводилац Пушкина и Бајрона, некадашњи декан Филозофског факултета у Новом Саду, професор универзитета. Био је члан Српске академије наука и уметности од 1991. године до смрти.
У непосредној близини споменика Милораду Павићу, откривен је и споменик Хејдару Алијеву, који је био трећи председник Азербејџана, од 24. јуна 1993. до 31. октобра 2003. године.